# Marienkirche (Stallhofen)

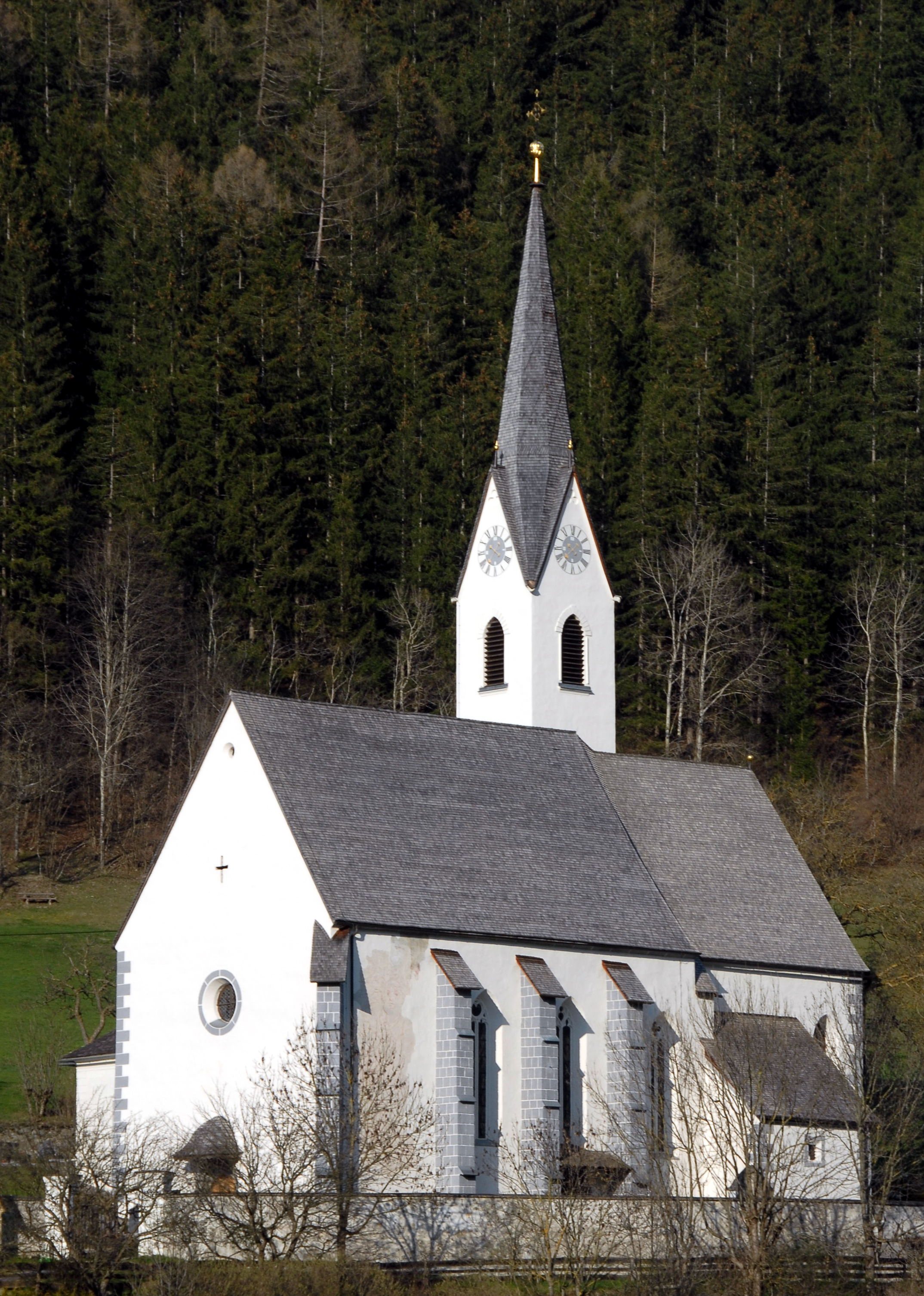

Die römisch-katholische Marienkirche Stallhofen in der Gemeinde Obervellach, KG Pfaffenberg ist eine Filialkirche der Pfarre Obervellach. Die erste urkundliche Erwähnung fand die Kirche 1287. Der Legende nach wurde die Kirche an der Stelle gebaut, wo eine Marienstatue auf einem Lärchenbaum gefunden worden war. Der landläufige Name der Kirche Maria Tax geht auf den Mölltaler Ausdruck für die Fichte (Tax, Kurzform für Taxbam) zurück. Die Kirche steht unter Denkmalschutz (Listeneintrag).

## Baubeschreibung

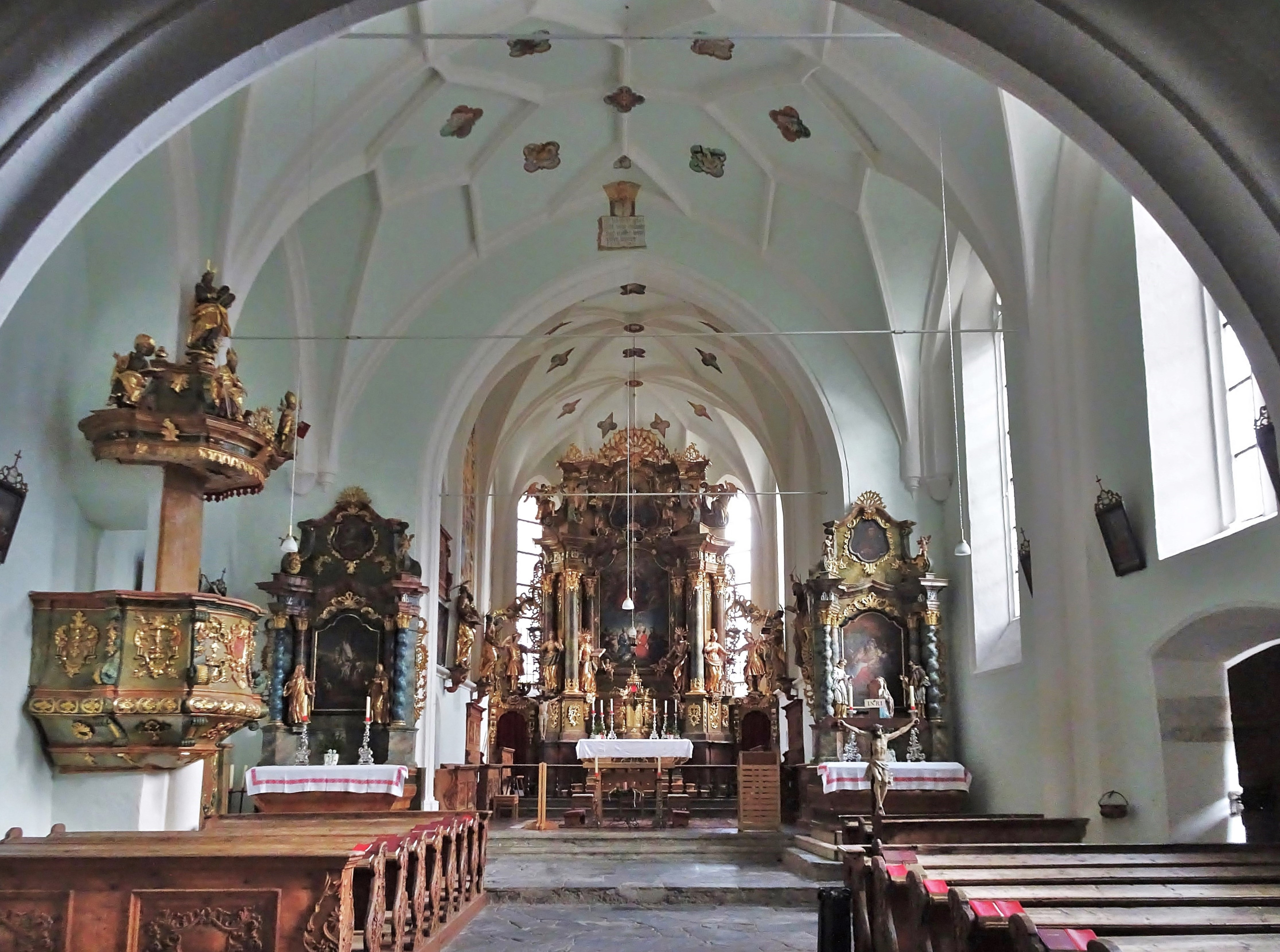
Innenansicht

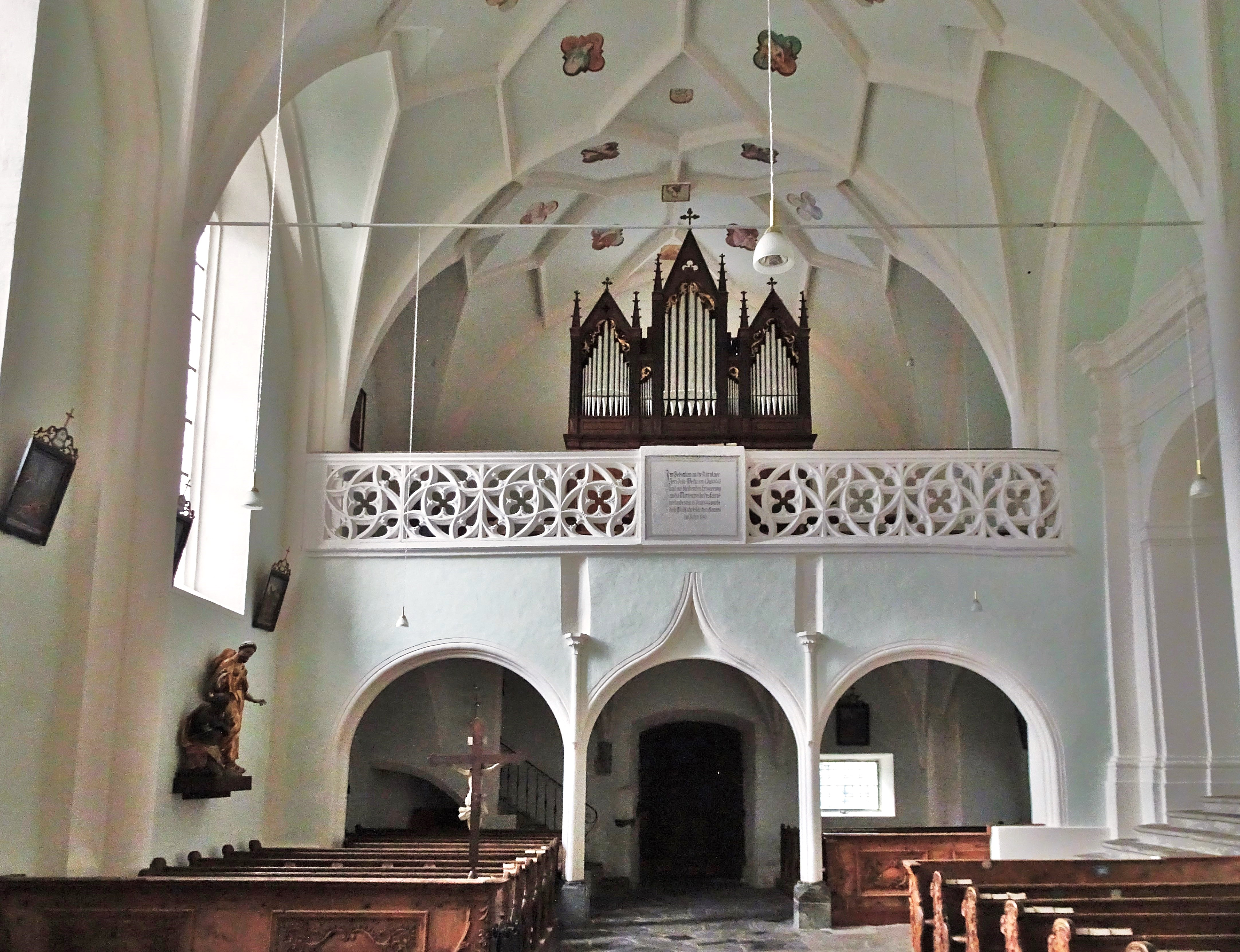
Innenansicht gegen die Orgelempore

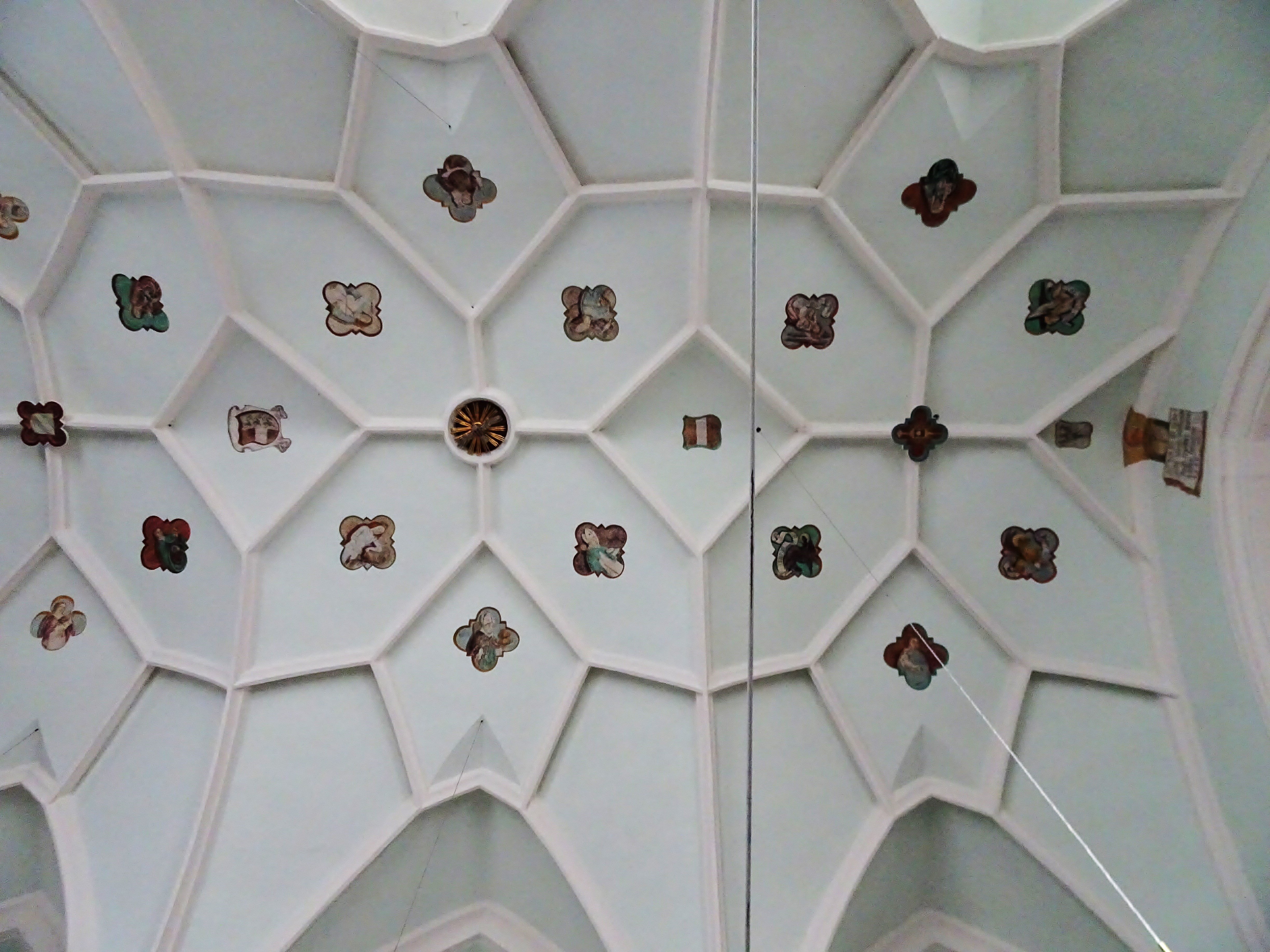
Das Gewölbe des Langhauses

Das Gotteshaus ist eine mittelgroße, spätgotische Anlage, die von einer Friedhofsmauer umgeben ist. Der Chor wurde laut Inschrift über dem Triumphbogen 1476 fertiggestellt. Das Langhaus errichtete zwischen 1506 und 1521 Laurenz Rieder, ein Vertreter der „Görzer Bauschule“.
An der Langhausseite, welche von kräftigen, dreifach abgetreppten Strebepfeilern gestützt wird, sind zweiteilige Lanzettfenster mit ursprünglichem Maßwerk erhalten. Der eingezogene Chor mit Fünfachtelschluss und quaderverkleideten Kanten besitzt fünf einfache Lanzettfenster. Der dreigeschoßige, gotische Turm nördlich des Chores mit spitzbogigen Schallfenstern wird von einem Stutzgiebelhelm des 19. Jahrhunderts bekrönt. Die niedrige Sakristei an der Chorsüdseite wurde laut Bauinschrift 1640 erbaut. Die Westfassade weist ein Rundfenster auf. Darunter befindet sich die gemalte Schrifttafel des Lamprecht Zäch. Das spitzbogige, profilierte Westportal zeigt die Jahreszahl 1520 und besitzt eine Holztür mit spätgotischen Beschlägen. Das südliche Seitenportal hat ein profiliertes Spitzbogengewände mit einer Tür mit Schloss und Türring aus der Gotik.
Im vierjochigen, einschiffigen Langhaus ruht ein Sternrippengewölbe auf gekehlten Wandpfeilern mit Runddiensten. Die Wappenschlusssteine, die 31 Halbfiguren in Vierpässen sowie die vier Evangelistensymbole im östlichen Joch entstanden im ersten Viertel des 16. Jahrhunderts. Die Orgelempore im Westjoch steht auf einer Pfeilerarkatur aus zwei Rundbögen und einem mittleren Kielbogen. Unterwölbt wird die Empore von Schlingrippen, deren frei endenden, nasenförmige Fortsätze den Rippen den Charakter von Astwerk geben. Die Arkadenpfeiler sind mit Runddiensten besetzt, deren Kapitelle die Basen von Figurennischen bilden. Die Emporenbrüstung besteht aus durchbrochenem, Flamboyant-Maßwerk.
Ein spitzbogiger, profilierter Triumphbogen verbindet das Langhaus und den niedrigeren, zweijochigen Chor. Im Altarraum erhebt sich ein Netzrippengewölbe über zusammengesetzten, polygonalen Wandvorlagen, die vom Fenstersohlbankgesims aufsteigen. Die Schlusssteine stellen das Haupt Christi, das Lamm Gottes sowie Wappen dar. Die 14 halbfigurige Darstellungen von Heiligen in den Rautenfeldern stammen aus dem letzten Viertel des 15. Jahrhunderts. Das Wandgemälde an der Chornordwand vom Anfang des 16. Jahrhunderts stellt den Stammbaum Christi in der Art der Wurzel Jesse dar. An der Chornordwand befindet sich die spätgotische, abgefaste Zugangsöffnung zum Turm und darüber eine spitzbogige Emporenöffnung mit geschnitzter Brüstung. Von der Chorsüdwand führt ein Rundbogenportal in die Sakristei. Im südlichen Chorfenster wurden Glasmalereien aus der Mitte des 14. Jahrhunderts mit Darstellungen der Madonna und der Anna selbdritt eingebaut.

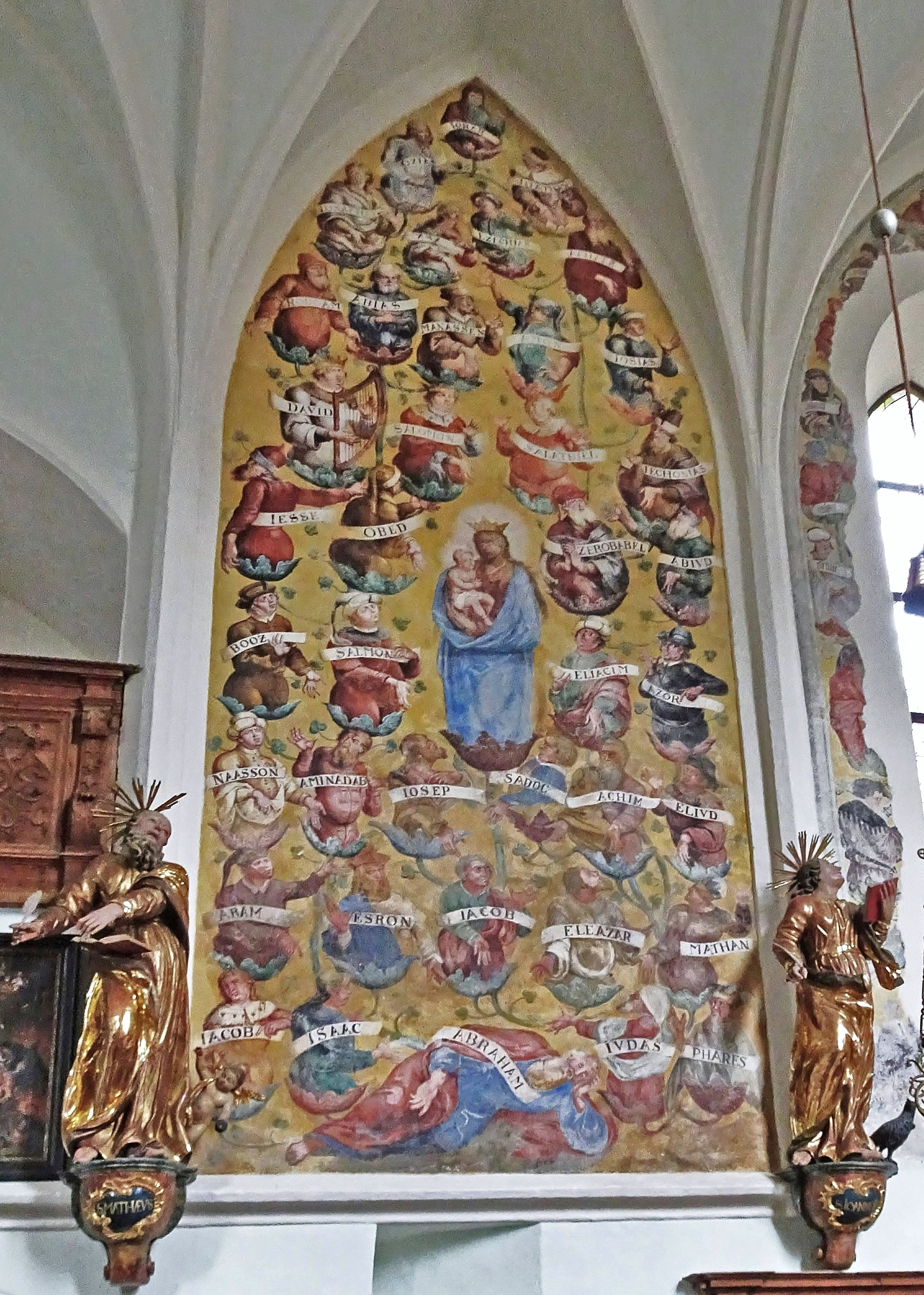
Der Stammbaum Jesu, Gemälde an der Chornordwand

## Ausstattung

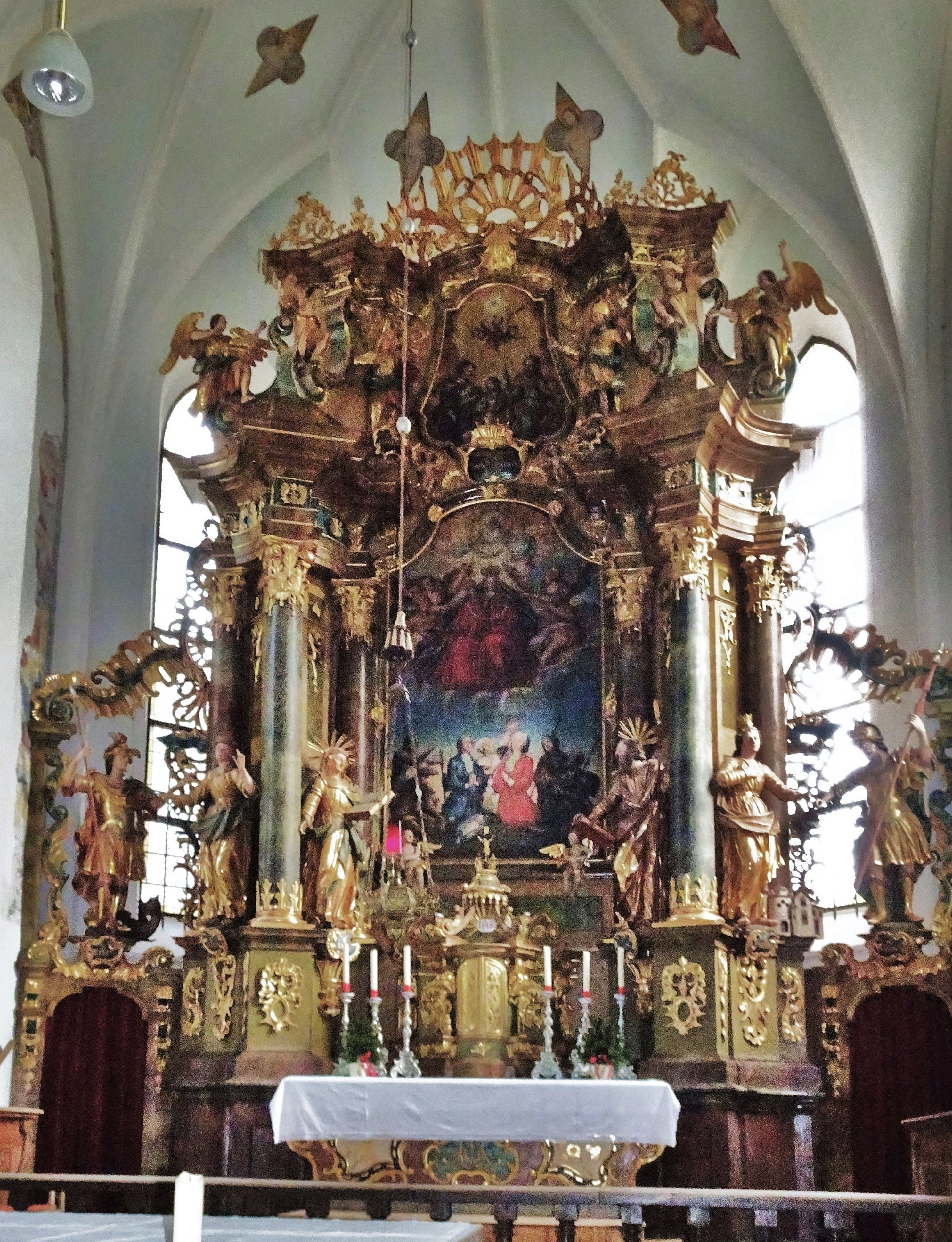
Der Hochaltar

Der barocke Hochaltar mit Opfergangsportalen von 1753 besitzt eine raumgreifende stark plastische Säulenarchitektur mit vorschwingenden Gebälkteilen. Das Altarblatt zeigt Maria als Himmelskönigin, verehrt von den Ständen. Seitlich stehen die Statuen der heiligen Georg, Rosalia, Anna, Joachim, Barbara und Florian. Das Aufsatzbild mit der Heiligen Familie wird von den Figuren der Heiligen Zacharias und Elisabet flankiert. An den Chorwänden sind die Konsolfiguren der vier Evangelisten aufgestellt. Unter der Chorempore hängt ein Gemälde des Jüngsten Gerichts aus der zweiten Hälfte des 18. Jahrhunderts.
Die beiden Seitenaltäre, die Kanzel und die Betstühle entstanden in der Mitte des 18. Jahrhunderts. Die Wangen der Betbänke sind mit floraler Schnitzerei verziert. Das Altarblatt des linken Altars zeigt eine nach Rembrandt gemalte Kreuzabnahme, seitlich stehen die Skulpturen zweier heiliger Ordensfrauen. Am Bild des rechten Seitenaltars ist die Muttergottes mit Kind und dem heiligen Antonius von Padua zu sehen, flankiert von den Statuen der Heiligen Aloisius und Johannes Nepomuk. An der südlichen Langhauswand ist eines Schnitzgruppe des einen Eingeborenen taufenden Franz Xavers aus der Mitte des 18. Jahrhunderts aufgestellt.

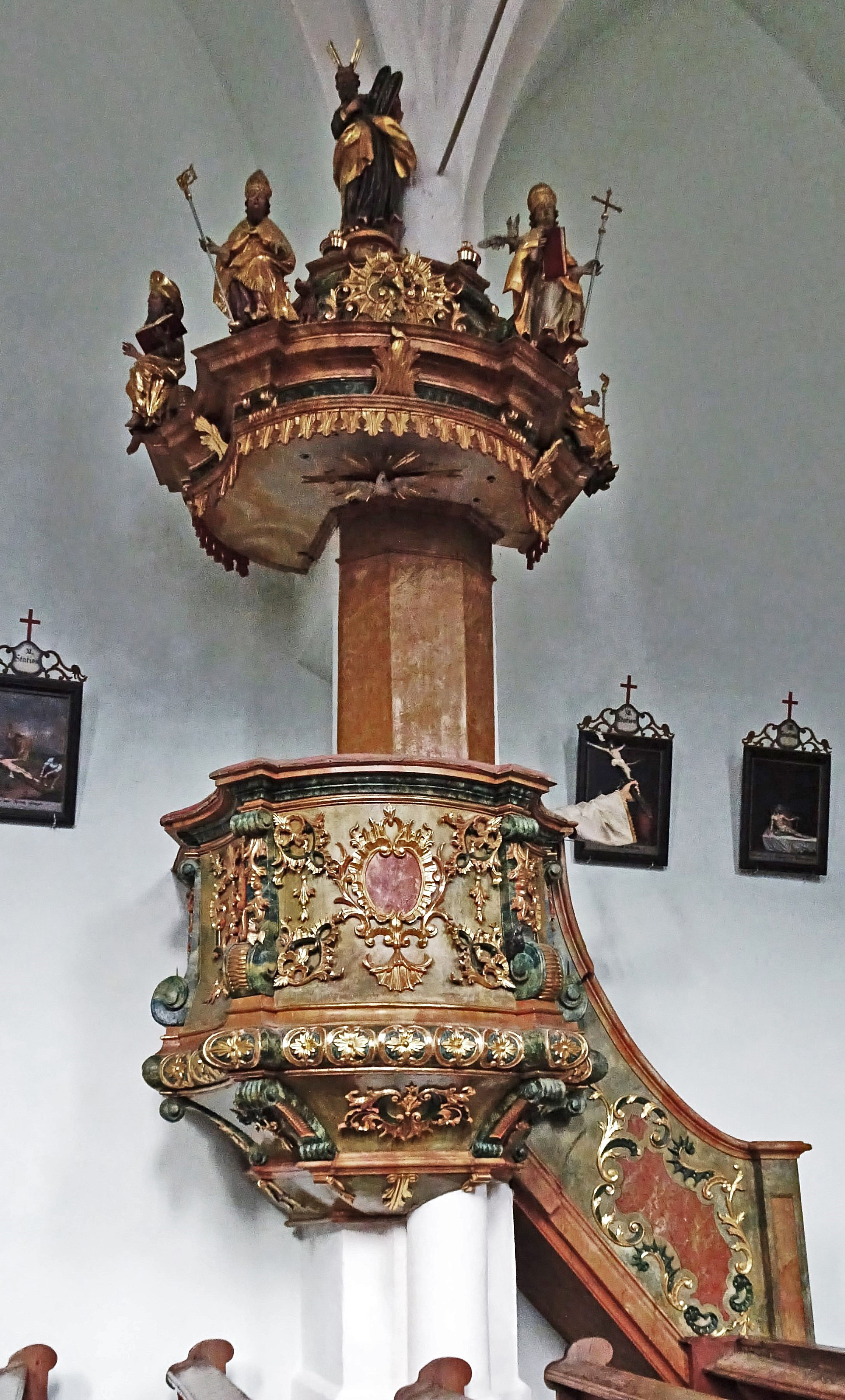
Die barocke Kanzel
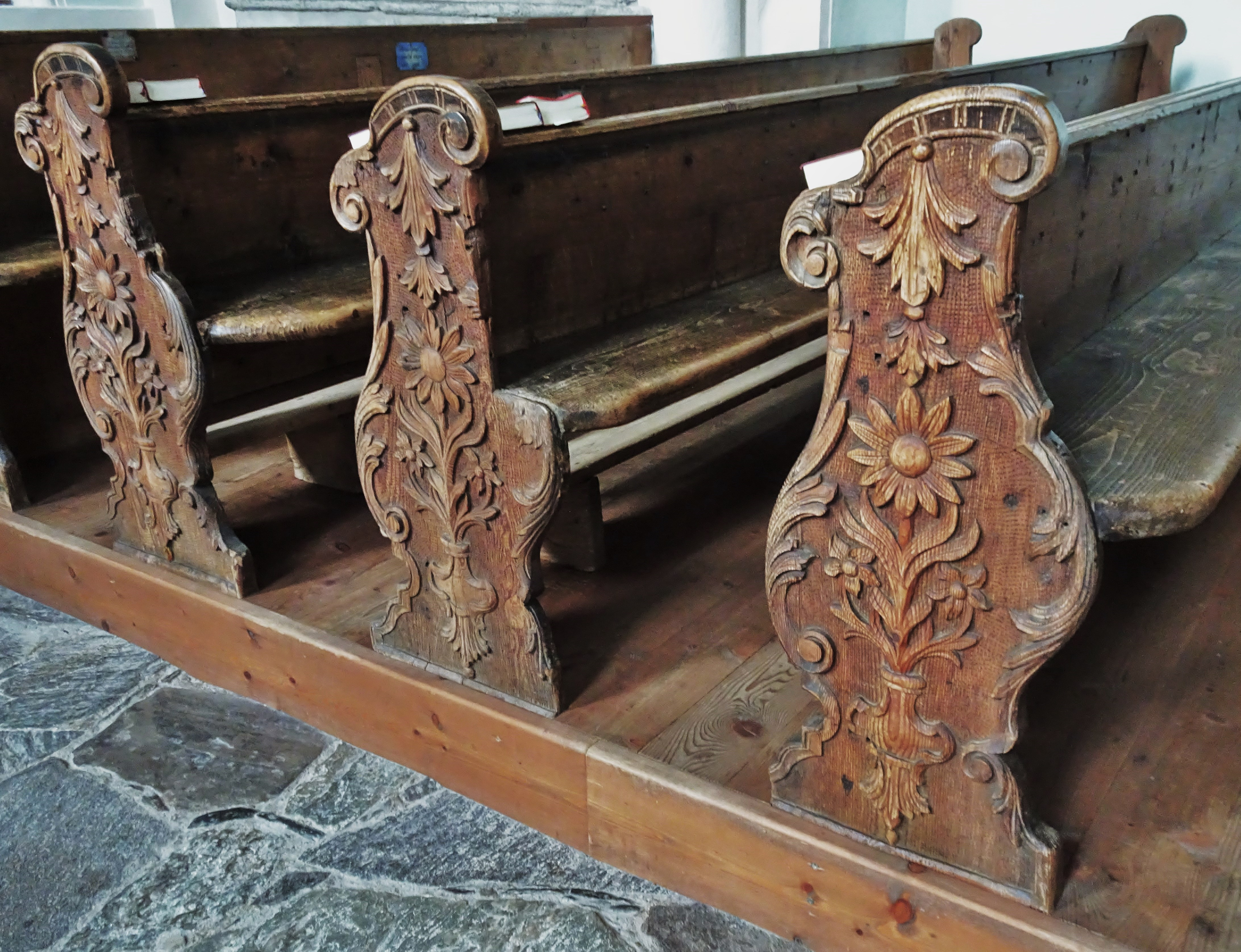
Mit Schnitzerei verzierte Wangen der Betbänke im Langhaus

## Stampferkapelle

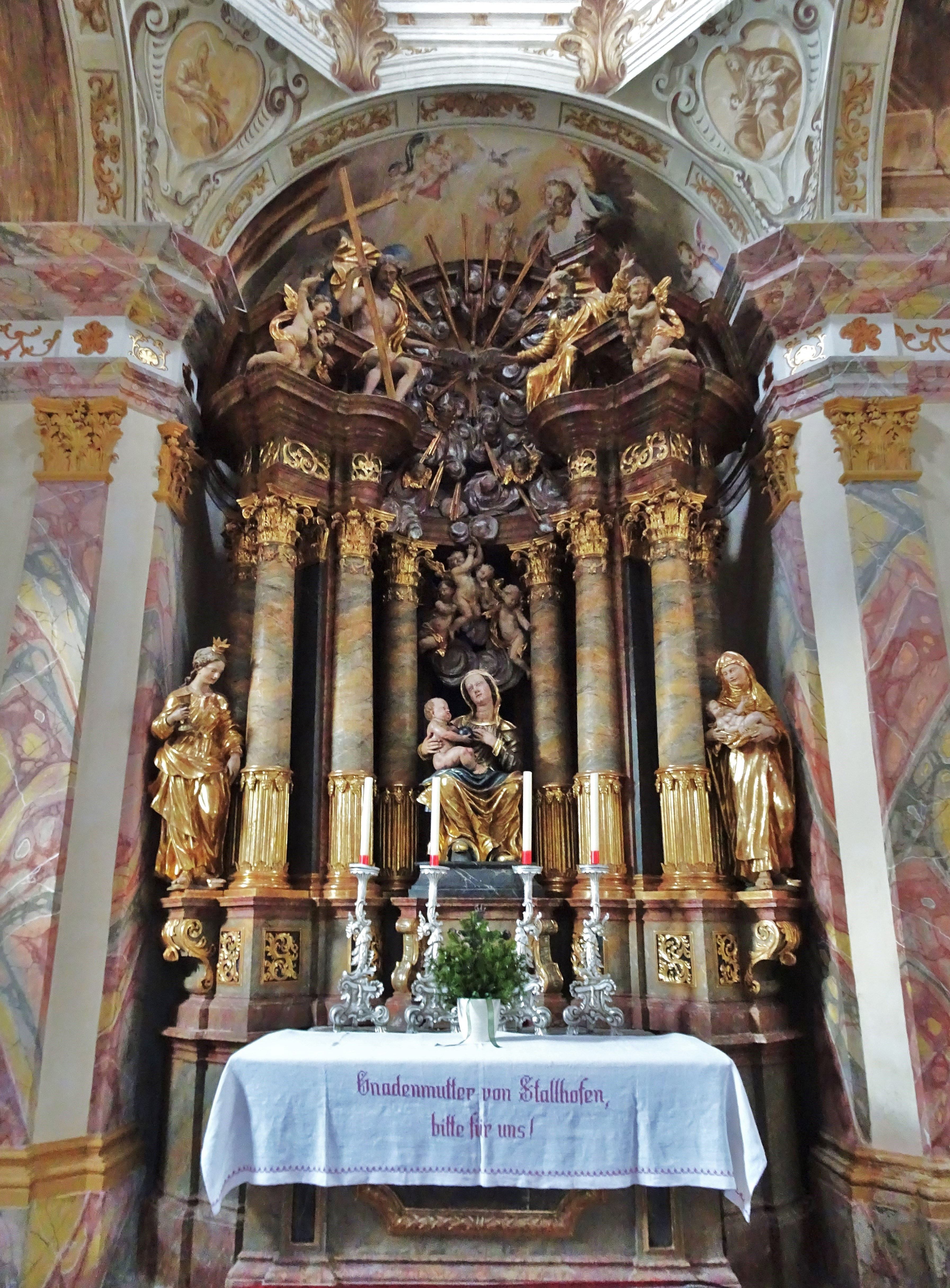
Der Altar der Stampfer-Kapelle

Die Stampfersche Gruftkapelle ist ein kreuzförmiger Anbau am nördlichen Langhaus mit achtteiligem Kuppeltambour und Laterne vom Anfang des 18. Jahrhunderts. Den Zugang bildet ein barockes Portal im Kircheninneren. Der quadratische Kapellenraum besitzt abgeschrägte Ecken, abgerundete Tonnenarme und eine Pilastergliederung. Die Kuppel wird von acht Rundfenster durchlichtet. Die Wände und die Kuppel bemalte 1717 Josef Ferdinand Fromiller mit der Versammlung von Heiligen und allegorischen Gestalten, über dem Eingang mit der Beschneidung Christi, über dem Altar mit der Verkündigung Mariens sowie seitlich mit der Anbetung der Könige und Hirten. Im westlichen Seitenfenster ist eine Glasmalerei mit Darstellung der Anna selbdritt eingesetzt.
Der Altar mit schwerer Säulenarchitektur aus dem zweiten Viertel des 18. Jahrhunderts trägt die um 1700 entstandenen Statuen einer Muttergottes mit Kind sowie rechts der hl. Anna mit Maria in den Armen und der hl. Barbara mit Kelch. Am Altargiebel ist die Heilige Dreifaltigkeit plastisch dargestellt.

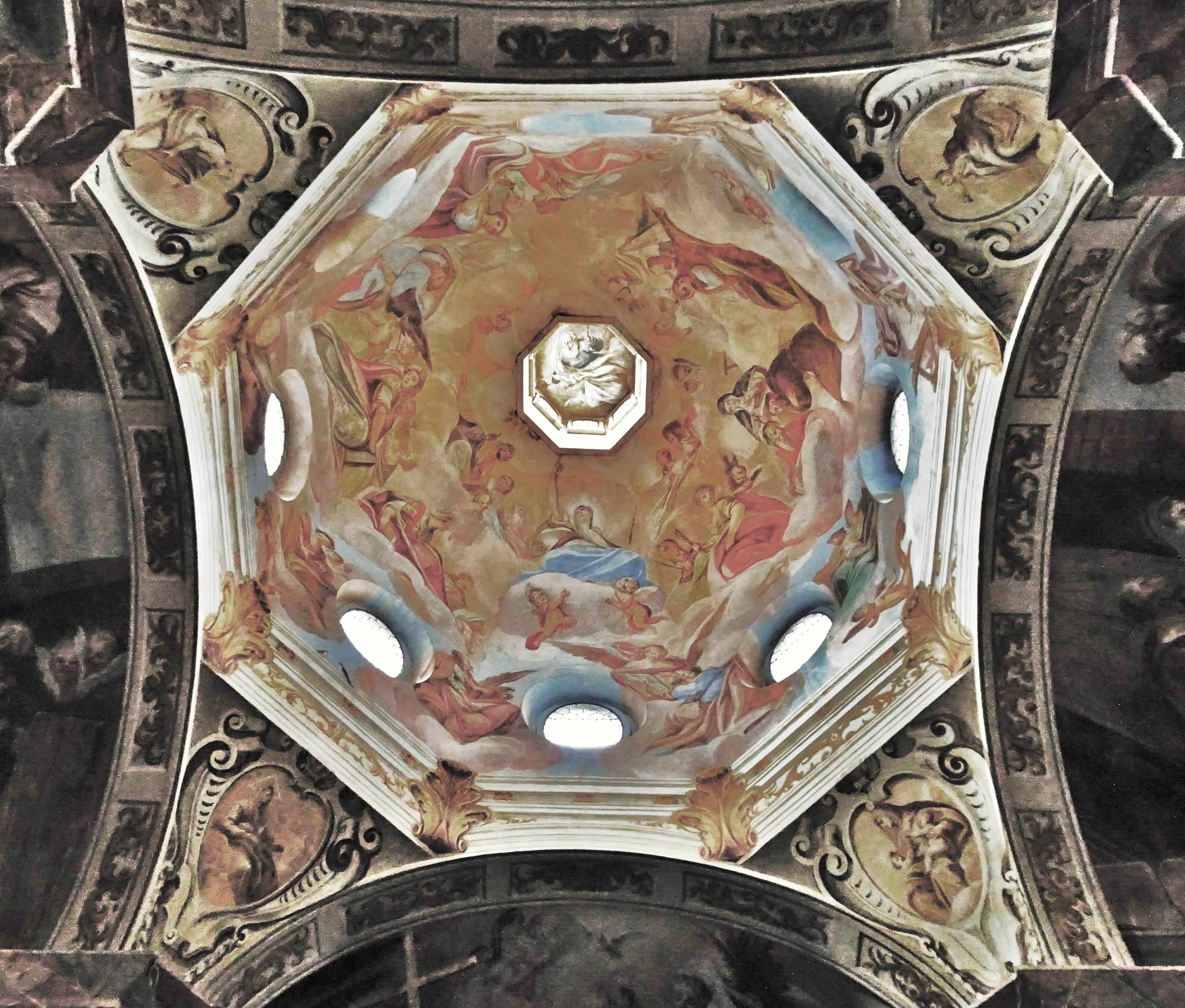
Blick in die Kuppel der Kapelle
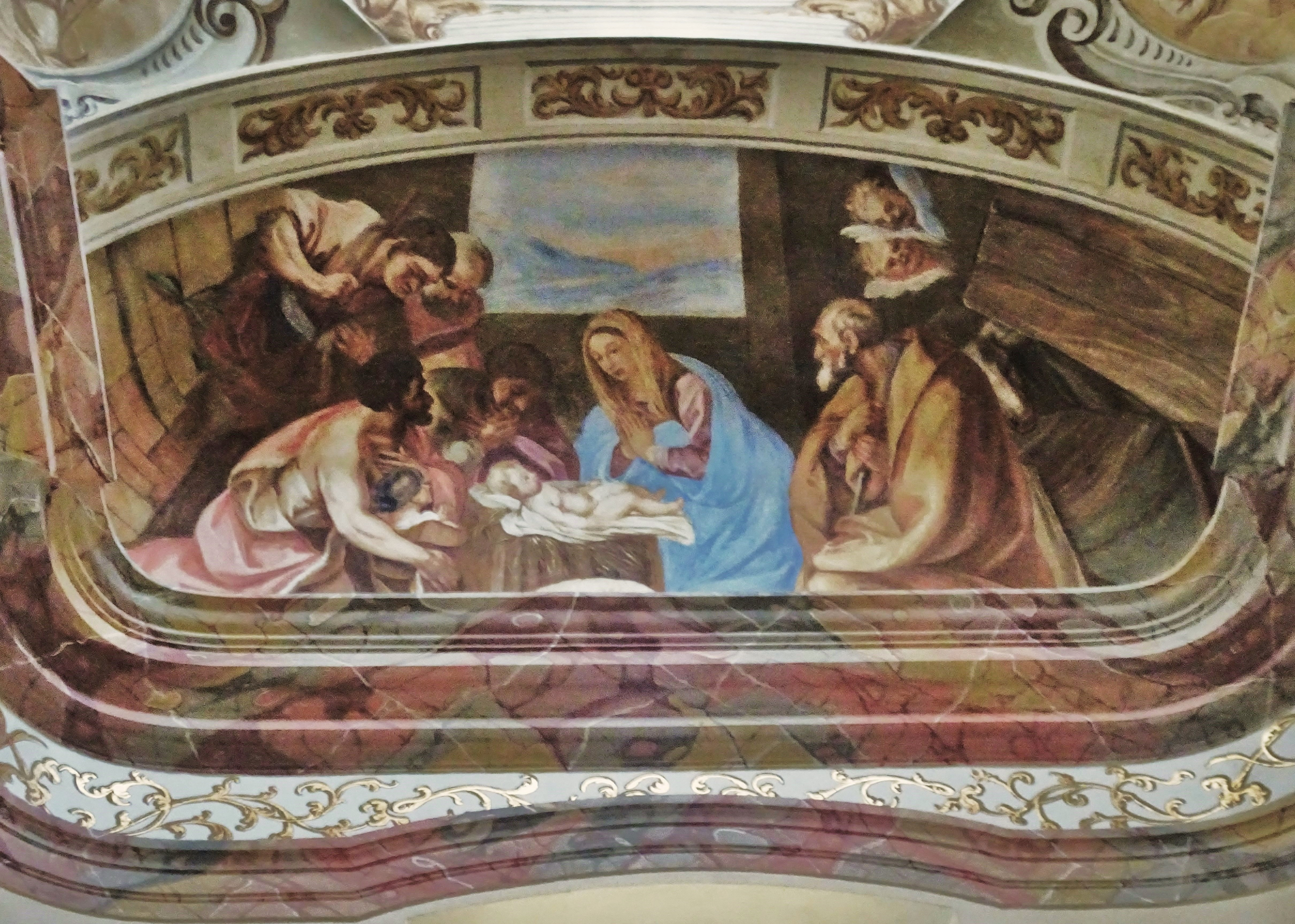
Anbetung der Hirten von Fromiller
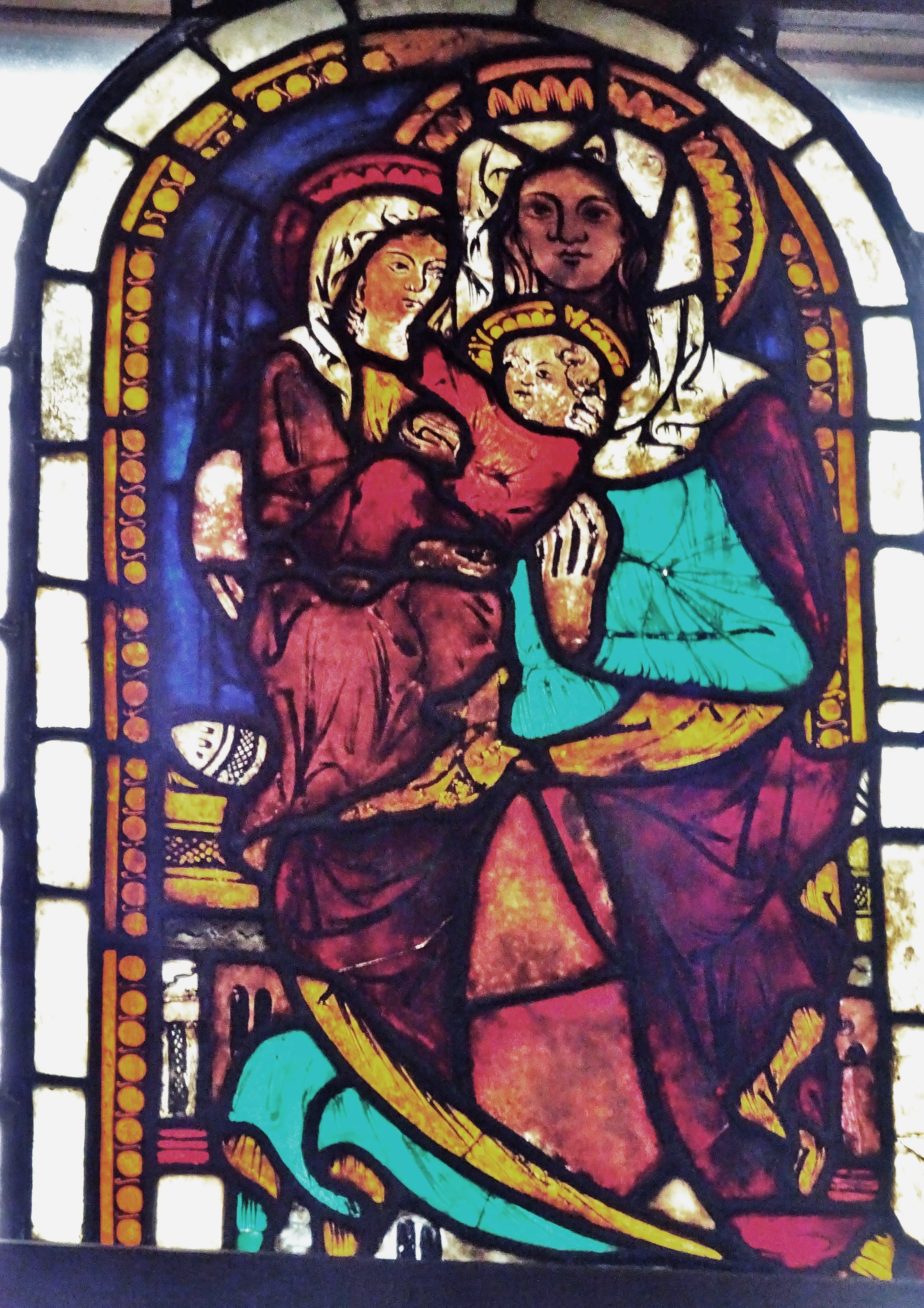
Fenstereinsatz mit Darstellung der Anna selbdritt

## Fercher von der Steinwand
Der Dichter Johann Fercher von Steinwand, diente hier im Alter von etwa 9 Jahren als Mesnergehilfe. Eine Steinstele am Platz vor der Kirche erinnert daran.